# Хруцький Олександр Флорович
Хруцький Олександр Флорович (?-?) — генеральний суддя УНР, сенатор цивільного генерального суду Державного сенату Української держави.
Присяжний повірений. В його помешканні в Москві відбувались лекції С. Єфремова на різні актуальні теми. У травні 1917 року увійшов до комітету Української ради в Москві від українських автономістів-федералістів.

15 січня 1918 року обраний Малою радою Центральної ради на посаду одного з генеральних суддів.

Влітку 1918 р. став одним із організаторів московського земляцтва в Україні.

Восени, за гетьмана, призначений сенатором цивільного генерального суду Державного сенату.